# Ursa Major Technologies
Pour les articles homonymes, voir Ursa Major.
Ursa Major Technologies est une entreprise aérospatiale américaine fondée en 2015 et basée à Berthoud, dans le Colorado. L'entreprise produit des moteurs-fusées et les vend à des sociétés de lancement de fusées.
L'entreprise fabrique le moteur-fusée Hadley brûlant oxygène liquide et kérosène et produisant 5 000 livres de poussée, nommé d'après un personnage de The Veldt de Ray Bradbury.
Ses clients commerciaux comprennent C6 Launch Systems, une compagnie aérospatiale canadienne développant un petit lanceur de satellites, et la start-up de lancement américaine Phantom Space (en). Elle travaille également avec Generation Orbit Launch Services (en) pour équiper son lanceur hypersonique GoLauncher1 et avec Stratolaunch pour son véhicule hypersonique Talon-A,.
En 2017, Ursa Major Technologies a levé 8 millions de dollars avec la participation du Space Angels Network.
En décembre 2021, l'entreprise a clos son plus grand cycle de financement à ce jour : une série C de 85 millions de dollars américains dirigée par des fonds et des comptes gérés par la société BlackRock.
En janvier 2022, l'entreprise comptait 141 employés.